# Mío (canción de Paulina Rubio)
«Mío» (también conocida como «Ese Hombre Es Mío») es una canción interpretada por la cantante mexicana Paulina Rubio, incluida en su álbum debut La chica dorada (1992). La compañía discográfica EMI Capitol de México la publicó el 30 de agosto de 1992 como su sencillo debut. Fue compuesta por los compositores españoles José Ramón Flórez y César Valle, y producida por Miguel Blasco. Como consecuencia de su gran éxito comercial y debido al impacto mediático que generó cuando se publicó, es considerada una de «las canciones más grandiosas de los años de 1990 en español», según la cadena musical VH1. Culturalmente, también es considerada un himno de la comunidad LGBT.
Mediante la incorporación de ritmos dance pop y elementos del new wave y new jack swing, «Mío» logró incursionar en las listas de sencillos de música hispana más importante de los Estados Unidos y América Latina. Se posicionó dentro del top ten de la lista Hot Latin Songs de la revista Billboard y en México recibió un disco de oro por las altas ventas del sencillo. El videoclip de la canción muestra a Paulina Rubio luciendo el primer look como «La Chica Dorada» mientras baila y modela para el camarógrafo, que es interpretado por el exmodelo José Cabalán Macari. La artista ha interpretado la canción varias veces en directo; incluyendo en la entrega de los Premios ERES de 1993 y prácticamente en todas sus giras musicales. 
El marketing de «Mío» se basó entre el triángulo amoroso de Paulina Rubio, la cantante Alejandra Guzmán y el músico Erik Rubín. Un año antes de la publicación de la canción, Alejandra Guzmán había estrenado su sencillo «Güera», inspirado en su rivalidad amorosa con Paulina Rubio, quien de acuerdo a sus propias declaraciones, se interpuso en su relación con Erik Rubín. La «guerra de canciones» recibió una fuerte cobertura mediática de los medios de comunicación y es considerada un tema icónico dentro de la cultura pop de la música hispana.

## Antecedentes y trasfondo
En abril de 1991, Paulina Rubio, de diecinueve años, anunció su retiro de la banda Timbiriche, después de completar una década en la agrupación con diez álbumes de estudio, una obra de teatro y una telenovela mexicana para Televisa. Al ser considerada la líder y una de los tres integrantes fundadores que aún permanecían en el grupo, decidió comenzar a desarrollar su proyecto como cantante solista. Durante esa época mantenía una relación amorosa con Erik Rubín, quien también era miembro de Timbiriche y a quien se le había vinculado sentimentalmente con la cantante Alejandra Guzmán antes de iniciar su relación con Paulina Rubio. 
Después de salirse de Timbiriche viajó a Europa donde estudió historia del arte y pintura y de esa manera poder enriquecerse artísticamente. Después se estableció en Madrid, España, para reunirse con los productores más destacados de la industria musical de ese momento, estos incluían a Miguel Blasco, José Ramón Flórez, Cesar Valle y Gian Pietro Felisatti, creadores de los mayores éxitos musicales de Tatiana, Mijares, Lucero y Pandora, por mencionar a algunos artistas. Ellos ya conocían de cerca a la cantante, ya que habían escrito canciones cuando formaba parte de Timbiriche. 
La actriz Susana Dosamantes, mamá de Paulina Rubio, y su abuela materna, una fallida artista mezzosoprano, apoyaron a la joven cantante para financiar su proyecto en solitario. Según comentó la actriz Norma Lazareno en una entrevista, Susana «vendió su casa, sus pertenencias y cosas de valor para llevarse a su hija a España, para que la conocieran los grandes compositores de allá y hacerle las canciones con las que logró destacar a nivel internacional».
En noviembre de 1991 comenzaron las sesiones de grabación de su primer álbum de estudio, las cuales terminaron cuatro meses después, en febrero de 1992. Paulina Rubio sostuvo varias conversaciones con los productores para realizar un disco inspirado en su vida sentimental y en sus deseos de convertirse en la nueva estrella musical de México «La Chica Dorada», cuyo apodo artístico lo había presentado meses antes a la prensa mexicana. Durante ese tiempo, el distanciamiento y los caminos por separado que tomaron Paulina y Erik fracturaron su relación considerablemente, además, ella sospechaba que Erik había retomaba su relación intermitente con Alejandra Guzmán mientras residía en Europa grabando su primer disco. 
Paulina Rubio tuvo una reunión con J.R. Flórez y Cesar Valle, con quienes habló sobre su experiencia romántica con Erik, ellos le compusieron el tema «Mío», sin embargo, la cantante no sabía que un año antes J.R. Flórez había escrito junto a Gian Pietro Felisatti la canción «Güera» para Alejandra Guzmán, que según la propia Guzmán fue dedicada a Paulina, y en la que la describe como la tercera discordia en su relación con Rubín. Alejandra Guzmán dijo en una entrevista en El show de Cristina en 1994: «Me la escribió mi productor porque sabía que yo andaba con Erik y entonces ella me lo bajó». Con frases como: «Como te vuelva a ver de mariposa rondándolo […] Ten cuidado, porque voy y te armo un escándalo» y «¡Hey, güera!, ni te acerques porque te corto el pelo en un dos por tres. Despierta, nunca permitiré que vengas acá a robármelo», Alejandra Guzmán alude a Paulina Rubio, asimismo el título de la canción es una referencia a su color de piel y a su característica melena rubia.  En el mismo programa de televisión, más tarde Paulina Rubio aseguró: «Alejandra me cae bien. Pero en la guerra y en el amor todo se vale».
Para los escritores y el productor Miguel Blasco, quien curiosamente también fue el productor musical de Guzmán en ese momento, este «triángulo amoroso» resultó ser una oportunidad rentable para crear una «guerra de canciones» entre dos de las artistas juveniles femeninas más reconocidas de México. Una estrategia de publicidad innovadora para la industria musical en esa época. En efecto, una vez que «Mío» se estrenó el 30 de agosto de 1992, los medios de comunicación comenzaron a rivalizar las carreras de Paulina Rubio y Alejandra Guzmán.

## Composición y análisis
«Mío» es una canción dance popcon elementos de new wave y new jack swing, que sirven para darle un sonido retro a la melodía. Tiene una duración de tres minutos y cuarenta y cinco segundos, y está compuesto en clave de sol mayor con un tempo de 120 pulsaciones por minuto. Cuenta con instrumentación de metales,además de sintetizadores, teclados, batería y guitarras eléctricas, que logran infundir la canción en una mezcla de synth pop y pop rock. Tiene un coro influenciado por el soul en el que la cantante «muestra [su] fuerza vocal», e incluye una inserción de un exuberante solo de saxofón en el puente.
Líricamente, «Mío» «refleja la ansiedad de poseerlo todo»al explorar sentimientos como los celos y la posesión. Los periodistas de la farándula han coincidido en que «Mío» contiene frases «concretas, directas y elegantes» en toda su letra.De acuerdo a Michele Johnson, desde el sitio web Classic Rock History, «la canción es una advertencia para cualquiera que intente perseguir a su hombre. Está perdidamente enamorada y tiene celos de alguien que intenta arrebatárselo», añadiendo además que la intérprete «le está dando un mensaje a cualquiera que decida ir tras él».
En algunos versos como: «Soy un leona en celo, dispuesta a luchar», Paulina Rubio se interpreta a sí misma como un felino que puede atacar agresivamente a su contrincante si se le acercan a su hombre. Se trata de una metáfora en el que la narradora amedranta a su rival amoroso comparando su comportamiento irracional y agresivo con el de una leona. Johnson concluye en que la intérprete —como la mayoría de los seres humanos— puede ser territorial con un ser que ama. «La gente ha sido territorial cuando se trata de sus seres queridos. ¿Cuántas veces has estado dispuesto a pelear con alguien que ha mirado a tu novio o novia? Puede que no le hagamos nada físicamente a la persona, pero Paulina Rubio no tiene miedo de hacerlo. No tiene ningún problema en ponerse a pelear cuando se trata de su hombre.», escribió.

## Recepción comercial
Tras su lanzamiento a finales de verano de 1992, «Mío» fue un éxito comercial en toda Latinoamérica y en el mercado hispano de los Estados Unidos. Permaneció dentro de los primeros puestos de las listas de popularidad publicada por el diario mexicano El Siglo de Torreón, incluyendo el número uno en El Salvador, Perú y Panamá; el número dos en Colombia; y el número seis en República Dominicana. En México, la canción fue enviada a las radios el 30 de agosto de 1992 y posteriormente fue publicada a finales de ese año como un maxisencillo  titulado Paulina Rubio junto con un remix de su siguiente sencillo, «Amor de mujer», y se convirtió en un éxito en ventas, alcanzando el disco de oro. Logró posicionarse en el número uno de la lista de éxitos de su país natal, mientras que en Perú permaneció en el puesto número uno durante las semanas del 3 y 10 de octubre de 1992. En esta región, apareció dentro del top ten en la lista de fin de año de 1992 de la Radio Panamericana,mientras que en México ocupó el puesto número veintinueve en la lista de fin de año de 1993. En total, «Mío» alcanzó el puesto número uno en 12 países del mundo.
Similar al territorio de América Latina, en los Estados Unidos tuvo gran éxito comercial. Paulina Rubio se convirtió en la primera exintegrante de Timbiriche en colocar una canción de manera exitosa dentro de la lista Hot Latin Tracks de la revista musical Billboard con un sencillo debut, repitiendo la misma fórmula con su primer disco. El 28 de noviembre de 1992, «Mío» debutó en la posición número diecinueve y a la semana siguiente ya se encontraba dentro del top ten. El 30 de enero de 1993 alcanzó la posición número tres, manteniéndose ahí durante tres semanas consecutivas. Apareció en la lista de fin de año de 1993, ubicándose en la posición número doce.

## Video musical
El videoclip de «Mío» fue filmado en un estudio de grabación en la Ciudad de México y fue dirigido por el cineasta mexicano Ángel Flores Torres y producido por Ariel Montes, quienes trabajaron por primera vez con la cantante. En él, Paulina Rubio muestra su primer look como «La Chica Dorada», usando diferentes vestuarios, principalmente en color dorado, así como elementos alusivos al oro. En la mayoría de las tomas usa maquillaje cargado que se nota especialmente en sus pronunciadas cejas, además de un lipstick color rojo y un lunar que comenzó a remarcarse en la comisura del labio. También luce una melena rubia voluminosa y rizada suelta o recogida, a excepción de la última toma del clip, donde luce el cabello lacio estilizado como efecto mojado. La estética del videoclip es por lo general una oda kitsch que se matiza con la interpretación melodramática de la cantante. 
Inicia con Paulina Rubio posando para un guapo camarógrafo, que es su interés amoroso; el papel del sujeto lo interpreta el ex modelo José Cabalán Macari, quien también aparece en el segundo y último video del álbum, «Amor de mujer», ya que según la cantante, hay una línea narrativa entre los dos videoclips. Este continúa con tomas de primer plano de la cantante bailando en diferentes escenarios. En la primera, Paulina sale de una cortina de textil metalizada que tiene estampado un enorme corazón rojo en el centro, lleva un jumpsuit color dorado reciclado de una de las primeras sesiones fotográficas que realizó en 1991 para darse a conocer con su apodo artístico «La Chica Dorada». En la siguiente toma, sobre una cortina se proyectan videos de flores moradas y locaciones icónicas de la Ciudad de México como el Monumento a la Independencia mientras ella modela para el camarógrafo. Otro de los elementos de estilo kitsch utilizados en el videoclip son: un fondo de cielo azul con nubes blancas y alas doradas de ángeles, un querubín de cartón suspendido por hilos, un corazón rojo con alas blancas también suspendido, y una enorme viñeta con estilo de arte pop, que sirve como recurso para conceder mayor dramatismo al clip y a la interpretación de la cantante. En una de las escenas se muestran las sombras de perfil de Paulina Rubio y su interés amoroso delante de un fondo de flores moradas y violetas, emulando una escena melodramática. 
El video musical de  «Mío» obtuvo una nominado a los Premios ERES 1993 en la categoría de Mejor Videoclip, pero perdió por «No Sé Tú», dirigido por Pedro Torres e interpretado por Luis Miguel.

## Presentaciones
Paulina Rubio interpretó «Mío» por primera vez en el desaparecido programa de televisión mexicano Siempre en Domingo, conducido por Raúl Velasco, dos días antes del lanzamiento oficial de La chica dorada. Ese mismo día también interpretó «Amor de Mujer». Durante la actuación vestía un conjunto compuesto de una chaqueta y unos shorts de color dorado. Un look similar mostró cuando realizó una presentación en el programa de variedad y entrevistas de Univision Sábado gigante, el 30 de enero de 1993. Ese mes hizo una actuación en los Premios ERES versionando «Mío» con el remix «Extended Pop Mix» incluido en su maxisencillo Paulina Rubio. La cantante lució un look repleto de transparencias y detalles dorados con unas botas altas. La actuación fue integrada a su DVD recopilatorio Celebridades de Televisa EMI Music publicado en 2008. Utilizó el mismo remix para su actuación en el Festival Acapulco en mayo de 1993.
La primera vez que interpretó «Mío» en España fue el 15 de febrero de 1996 durante su actuación especial en el Carnaval de Santa Cruz de Tenerife. Durante esa época se encontraba promocionando su tercer álbum de estudio, El Tiempo Es Oro (1995), por lo que presentó otras dos canciones de ese material discográfico.
La cantante ha interpretado la canción en todas sus giras musicales y en otros espectáculos en vivo, incluyendo sus actuaciones en el Festival Internacional de la Canción de Viña del Mar en 1994, 2000, 2002 y 2004. En noviembre de 2009 durante su Gran City Pop Tour en el Auditorio Nacional de la Ciudad de México tuvo como invitado especial a Jay de la Cueva, vocalista y guitarrista del grupo Moderatto. El músico salió al escenario tocando los característicos riffs de «Beat It» de Michael Jackson mientras Paulina Rubio cantaba el coro de «Mío». Al final del acto, ella se acercó a Jay de la Cueva para lamer las cuerdas de la guitarra «al estilo Jimi Hendrix». Nuevamente, en junio de 2010, interpretó a dueto con otro músico la canción en el concierto benéfico Paulina Rubio & Friends en el Fillmore de Miami Beach, esta vez con el cantante Aleks Syntek, quien trabajó por primera vez con Paulina Rubio para la composición de la canción «El Primer Amor», precisamente para su álbum debut. 
El 20 de octubre de 2017, estuvo como invitada especial durante la gira de conciertos de varios artistas 90's Pop Tour en el Coliseo Yucatán en Mérida, Yucatán. La cantante hizo una actuación de la canción, rescatando los arreglos noventeros que utilizaba en sus primeras giras musicales. Como parte de la actuación final de su set list oficial de la gira de conciertos en conjunto Perrísimas Tour en la primavera de 2022, Paulina Rubio y Alejandra Guzmán interpretaron un mashup de «Mío» y «Güera» de aproximadamente seis minutos. Las cantantes realizaron una actuación alusiva a una «guerra de canciones» mientras cada una se lanzaban indirectas una a la otra para después terminar abrazándose como una manera de «poner fin a su enemistad».

## Impacto cultural y legado

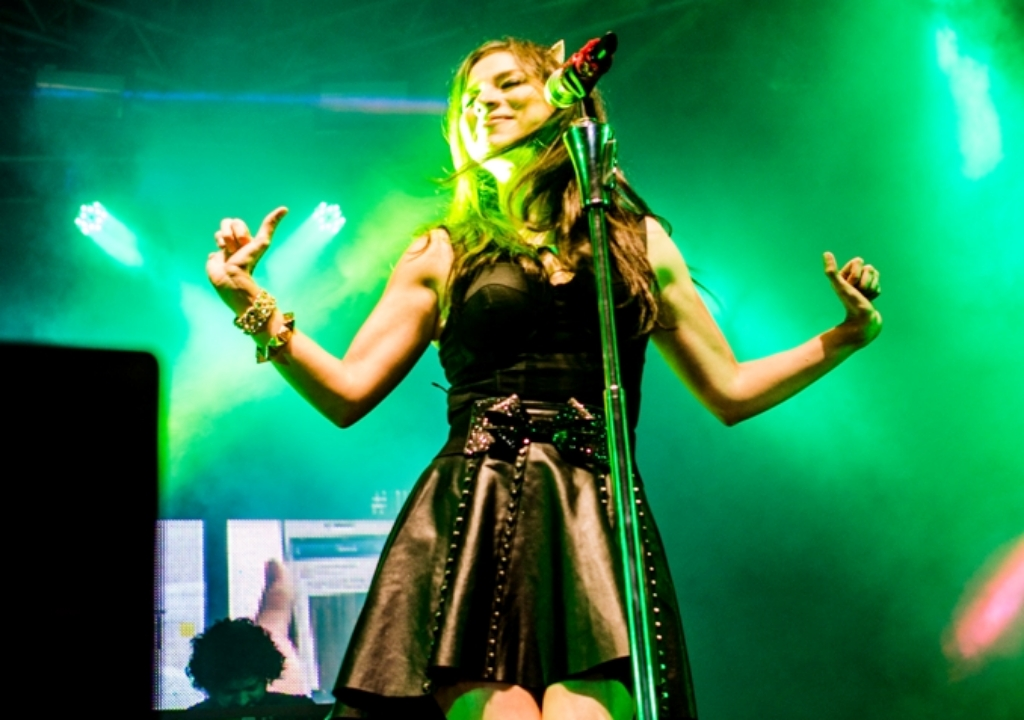
Paty Cantú incluyó un sample de «Mío» en su canción homónima de 2012.

Tras su lanzamiento, «Mío» alcanzó un éxito comercial sin precedentes, muchos críticos y periodistas señalaron que parte de ese impacto fue gracias a la polémica que rodeaba a la canción y la elogiaron como una excelente estrategia publicitaria. El periodista mexicano Chucho Gallegos aseguró que el «triángulo amoroso» entre Alejandra Guzmán, Erick Rubín y Paulina Rubio fue «una disputa musical muy rica e histórica dentro de la música pop». No obstante, el legado de la canción que catapultó la fama de la cantante fue más allá del escándalo y la polémica. En 2007 el canal musical VH1, enlistó a «Mío» en el puesto número 22 de su lista «Las 100 más grandiosas canciones de los 90 en español», considerándola como uno de los temas que marcó la industria musical en Latinoamérica durante esa década. El sitio web estadounidense de entretenimiento BuzzFeed la incluyó en su lista de «33 canciones que todo latino escuchó en su infancia», ubicándola dentro del top ten; en el puesto número nueve.Laura Reyes del staff de la revista Caras México sostuvo que «con un estilo audaz y desafiante», la canción «marcó el inicio de su reinado como La Chica Dorada y sigue siendo un clásico infaltable en sus conciertos».
A pesar de que se ha catalogado como un himno feminista, «Mío» también ha conseguido una gran aceptación en la comunidad LGBT. El portal Terra incluyó la canción entre «Las 35 canciones más gay de la historia de la música». El escritor mexicano Miguel Capistrán y el académico estadounidense Michael Karl Schuessler, en su libro México se escribe con J: Una historia de la cultura gay, señalaron que «Mío» tiene «un espontáneo coro masculino» que «despierta un deseo no heterosexual» en el público gay, aunque sea una canción dirigida a una relación heterosexual.
«Mío» ha sido versionada y sampleada por numerosos artistas, películas y series de televisión. Una de las primeras versiones fue la de la merenguera puertorriqueña Jailene, grabada en 1994, y que posteriormente se incluyó en el lanzamiento de su álbum de estudio debut. La cantante mexicana Paty Cantú utilizó un sampler del tema en su canción homónima de su álbum de 2012 Corazón Bipolar. Incluyó el estribillo épico con la voz de Rubio («Mío, ese hombre es mío... A medias pero mío, mío, mío») en el puente de la misma. Cantú aseguró que «me encantó la idea y acabé metiéndola, me tocaron [la canción] cuando era muy chiquita y me encantó». También utilizó los samples para interpretarla en sus conciertos durante su gira musical en 2013. Litzy, OV7 y Erik Rubín también interpretaron un mashup que incluía «Mío», «Güera»  (Alejandra Guzman) y «Es Por Amor» (Litzy) en la primera etapa de la gira de conciertos del icónico 90's Pop Tour.
«Mío» aparece en la banda sonora de la serie de Netflix La Casa de las Flores, en donde también aparece una drag (Pepe Márquez) que imita a Paulina Rubio interpretando la canción.

## Lista de canciones y formatos
| 45 RPM |                                       |          |  |
| N.º    | Título                                | Duración |  |
| 1.     | «La chica dorada» (versión del álbum) | 3:10     |  |
| 2.     | «Mío» (radio edit)                    | 3:35     |  |

| Vinilo de 7" |        |          |  |
| N.º          | Título | Duración |  |
| 1.           | «Mío»  | 3:33     |  |
| 2.           | «Mío»  | 3:33     |  |

| Sencillo de Vinilo 45 RPM |                |          |  |
| N.º                       | Título         | Duración |  |
| 1.                        | «Mío»          | 3:33     |  |
| 2.                        | «Sabor a miel» | 3:53     |  |

| Sencillo de 7" |                 |          |  |
| N.º            | Título          | Duración |  |
| 1.             | «Mío»           | 3:33     |  |
| 2.             | «Amor de mujer» | 3:50     |  |

| Sencillo de 12" |                          |          |  |
| N.º             | Título                   | Duración |  |
| 1.              | «Mío» (Extended Pop Mix) | 5:22     |  |
| 2.              | «Mío» (Underground Mix)  | 5:22     |  |
| 3.              | «Mío» (Radio Edit)       | 4:26     |  |

## Posiciones en listas y certificación
| Listas de popularidad 1993 |                            |                |
| País                       | Lista                      | Mejor posición |
| Colombia                   | El Siglo de Torreón        | 2              |
| El Salvador                | El Siglo de Torreón        | 1              |
| Estados Unidos             | Billboard Hot Latin Tracks | 3              |
| México                     | El Siglo de Torreón        | 2              |
| Panamá                     | El Siglo de Torreón        | 1              |
| Perú                       | El Siglo de Torreón        | 1              |
| República Dominicana       | El Siglo de Torreón        | 6              |

| Listas de popularidad 1993 |                            |          |
| País                       | Lista                      | Posición |
| Estados Unidos             | Billboard Hot Latin Tracks | 12       |

| Posición | 19 | 10 | 9 | 7 | 6 | 6 | 6 | 6 | 4 | 3 | 3 | 3 | 4 | 4 | 9 | 23 | 39 |

### Certificación
| País   | Certificación | Simbolización | Ref.   |
| ------ | ------------- | ------------- | ------ |
| México | 1x Oro        |               | [ 19 ] |

## Créditos
- Paulina Rubio: voz.
- José Ramón Flórez: productor, composición.
- Miguel Blasco: productor.
- Cesar Valle: composición.
- José Antonio Álvarez Alija: ingeniería.
- Remy Causse: arreglos.
- Luis Méndez: dirección artística.

Créditos adaptados de las notas de Mío.